# Liste der Einträge im National Register of Historic Places im Gogebic County

Lage des Gogebic County in Michigan

Die Liste der Einträge im National Register of Historic Places im Gogebic County in Michigan führt alle Bauwerke und historischen Stätten im Gogebic County auf, die in das National Register of Historic Places aufgenommen wurden.
| [ 2 ] | Name                                    | Bild                                    | Eintragsdatum        | Lage                                                                        | Ort                | Beschreibung |
| ----- | --------------------------------------- | --------------------------------------- | -------------------- | --------------------------------------------------------------------------- | ------------------ | --- |
| 1     | Chicago and Northwestern Railroad Depot | Chicago and Northwestern Railroad Depot | 1985 ID-Nr. 85000095 | Zwischen Suffolk Street und Lowell Street 46° 27′ 21″ N, 90° 10′ 12″ W      | Ironwood           | 1892 im neuromanischen Stil errichtetes Bahnhofsgebäude der Milwaukee, Lake Shore and Western Railroad, einem Vorgänger der Chicago and North Western Railway; Das Gebäude beherbergt heute die Handelskammer von Ironwood sowie ein Museum |
| 2     | Copper Peak                             | Copper Peak                             | 1973 ID-Nr. 73000948 | N. Black River Valley Parkway 46° 35′ 47″ N, 90° 5′ 26″ W                   | Ironwood           | 1969 errichtete Skiflugschanze, die zwischen 1970 und 1994 für internationale Wettkämpfe genutzt wurde |
| 3     | Solomon S. Curry House                  | Solomon S. Curry House                  | 1982 ID-Nr. 82002833 | 631 East McLeod Avenue 46° 27′ 21″ N, 90° 9′ 41″ W                          | Ironwood           | 1887 im Queen Anne Style errichtetes Wohnhaus des Minenunternehmers und Politikers Solomon S. Curry |
| 4     | Gogebic County Courthouse               | Gogebic County Courthouse               | 1981 ID-Nr. 81000306 | Moore Street 46° 28′ 56″ N, 90° 3′ 11″ W                                    | Bessemer           | 1888 im neuromanischen Stil errichtetes Justiz- und Verwaltungsgebäude des Gogebic County |
| 5     | Ironwood Carnegie Library               | Ironwood Carnegie Library               | 2011 ID-Nr. 11000948 | 235 East Aurora Street 46° 27′ 7,9″ N, 90° 10′ 20,2″ W                      | Ironwood           | 1901 errichtete Carnegie-Bibliothek |
| 6     | Ironwood City Hall                      | Ironwood City Hall                      | 1980 ID-Nr. 80001856 | McLeod Avenue und Norfolk Street 46° 27′ 16″ N, 90° 9′ 58″ W                | Ironwood           | 1890 im neuromanischen Stil errichtetes Rathaus |
| 7     | Ironwood Theatre Complex                | Ironwood Theatre Complex                | 1985 ID-Nr. 85000061 | Aurora Street 46° 27′ 14″ N, 90° 10′ 9″ W                                   | Ironwood           | 1928 errichtetes Kino und Revuetheater |
| 8     | Main Street – Black River Bridge        | Main Street – Black River Bridge        | 1999 ID-Nr. 99001514 | Brücke der Main Street über den Black River 46° 28′ 25″ N, 90° 0′ 5″ W      | Ramsay             | 1923 errichtete Brücke |
| 9     | Memorial Building                       | Memorial Building                       | 1980 ID-Nr. 80001857 | McLeod Avenue Ecke Marquette Street 46° 27′ 20″ N, 90° 9′ 57″ W             | Ironwood           | 1923 im neoklassizistischen Stil errichtetes Verwaltungsgebäude, das ebenfalls dem Gedenken an die Veteranen vergangener Kriege diente |
| 10    | Planter Road – Jackson Creek Bridge     | Planter Road – Jackson Creek Bridge     | 1999 ID-Nr. 99001515 | Brücke der Planter Road über den Jackson Creek 46° 30′ 48″ N, 89° 58′ 12″ W | Wakefield Township | 1923 errichtete Brücke |